# One Shot (singel B.A.P)
One Shot – koreański singel południowokoreańskiej grupy B.A.P, wydany cyfrowo 12 lutego 2013 roku. Piosenka promowała minialbum o tym samym tytule. Singel sprzedał się w Korei Południowej w liczbie 284 922 kopii w Korei Południowej (stan na grudzień 2013 r.).

## Lista utworów
| Nr | Tytuł      | Słowa                                  | Muzyka                  | Czas |
| -- | ---------- | -------------------------------------- | ----------------------- | ---- |
| 1. | "One Shot" | Kang Ji-won, Kim Ki-bum, Bang Yong-guk | Kang Ji-won, Kim Ki-bum | 3:55 |

## Singel japoński
Utwór „ONE SHOT” został nagrany ponownie w języku japońskim i wydany 13 listopada 2013 roku przez King Records jako drugi japoński singel. Ukazał się w trzech wersjach: Type-A (CD+DVD), Type-B (CD Only) oraz „ultimate edition” z kalendarzem na 2014 rok. Teledysk do japońskiej wersji piosenki ukazał się w serwisie YouTube 10 października. Osiągnął 10 pozycję w rankingu singli Oricon i pozostał na liście przez 4 tygodnie, sprzedał się w nakładzie 21 262 egzemplarzy.
„HAJIMA” (jap. HAJIMA-ハジマ-) i „RAIN SOUND” to japońskie wersje wcześniej wydanych koreańskich utworów.

### Lista utworów
| CD (Type A)                  |                                               |      |
| Nr                           | Tytuł                                         | Czas |
| 1.                           | "ONE SHOT"                                    |      |
| 2.                           | "HAJIMA" (jap. HAJIMA-ハジマ-)                |      |
| 3.                           | "ONE SHOT" (Original Rap Version)             |      |
| 4.                           | "ONE SHOT" (Instrumental)                     |      |
| 5.                           | "HAJIMA" (jap. HAJIMA-ハジマ-) (Instrumental) |      |
| CD (Type B)                  |                                               |      |
| Nr                           | Tytuł                                         | Czas |
| 1.                           | "ONE SHOT"                                    |      |
| 2.                           | "RAIN SOUND"                                  |      |
| 3.                           | "HAJIMA" (jap. HAJIMA-ハジマ-)                |      |
| 4.                           | "ONE SHOT" (Original Rap Version)             |      |
| CD (wer. „ultimate edition”) |                                               |      |
| Nr                           | Tytuł                                         | Czas |
| 1.                           | "ONE SHOT"                                    |      |
| 2.                           | "RAIN SOUND"                                  |      |
| 3.                           | "ONE SHOT" (Original Rap Version)             |      |
| 4.                           | "ONE SHOT" (Instrumental)                     |      |
| 5.                           | "RAIN SOUND" (Instrumental)                   |      |

## Notowania
Singel koreański
| Lista                    | Pozycja |
| ------------------------ | ------- |
| Gaon Weekly Album Chart  | 17      |
| Gaon Monthly Album Chart | 36      |
| Gaon Weekly Album Chart  | 12      |
| Gaon Monthly Album Chart | 33      |

Singel japoński
| Lista                       | Pozycja |
| --------------------------- | ------- |
| Oricon Weekly Singles Chart | 10      |